# Daniel Becke
Daniel Becke (Erfurt, 12 de marzo de 1978) es un deportista alemán que compitió en ciclismo en las modalidades de pista, especialista en la prueba de persecución por equipos, y ruta.
Participó en los Juegos Olímpicos de Sídney 2000, obteniendo una medalla de oro en la prueba de persecución por equipos (junto con Guido Fulst, Robert Bartko y Jens Lehmann).
Ganó tres medallas en el Campeonato Mundial de Ciclismo en Pista entre los años 1998 y 2000.

## Biografía
Debutó en el ciclismo al más alto nivel en pista. En 1998, con 20 años, ganó la prueba de persecución por equipos de la Copa del Mundo disputada en Berlín. Al año siguiente, se convierte en campeón de Alemania de esta disciplina, y después campeón del mundo con Robert Bartko, Guido Fulst y Jens Lehmann. Este mismo equipo logró la medalla de oro en los Juegos Olímpicos de Sídney 2000, estableciendo una nueva plusmarca mundial. Con Sebastian Siedler remplazando a Bartko, conservaron su título de campeones del mundo en Mánchester.
En 2001 Becke firmó su primer contrato profesional con el equipo Team Coast. Se pasa pues al ciclismo en ruta, en la que tendrá menos éxitos que en su carrera en pista. En 2003, participó por primera vez en el Tour de Francia, al servicio de Jan Ullrich. Al año siguiente fichó por el equipo español Illes Balears, después fichó en 2006 por el equipo Team Milram. Su mejor resultado durante esos años fueron un cuarto puesto en el Campeonato de Alemania de Ciclismo Contrarreloj y una novena plaza en la última etapa de la Vuelta a España 2002, también en contrarreloj.
Al no renovar con el Team Milram en 2006, corrió para el equipo Thüringer Energie Team, con el cual volvió a la pista. En julio de 2007, publicó una carta abierta a los políticos alemanes, denunciando las prácticas de dopaje de algunos corredores durante su carrera, y abogando por la adopción de medidas más duras contra el dopaje. Puso fin a su carrera al término de la temporada 2008.

## Medallero internacional
| Juegos Olímpicos   | Juegos Olímpicos         | Juegos Olímpicos | Juegos Olímpicos        |
| Año                | Lugar                    | Medalla          | Competición             |
| ------------------ | ------------------------ | ---------------- | ----------------------- |
| 2000               | Sídney (Australia)       | Medalla de oro   | Persecución por equipos |
| Campeonato Mundial |                          |                  |                         |
| Año                | Lugar                    | Medalla          | Competición             |
| 1998               | Burdeos (Francia)        | Medalla de plata | Persecución por equipos |
| 1999               | Berlín (Alemania)        | Medalla de oro   | Persecución por equipos |
| 2000               | Mánchester (Reino Unido) | Medalla de oro   | Persecución por equipos |

## Palmarés

### Palmarés en pista
1998
- Campeón de Alemania en Persecución por equipos (con Robert Bartko, Christian Bach y Sebastian Siedler)

1999
- Campeón del mundo de persecución por equipos (con Robert Bartko, Guido Fulst y Jens Lehmann)

2000
- Campeón olímpico en persecución por equipos (con Robert Bartko, Guido Fulst y Jens Lehmann)
- Campeón del mundo de persecución por equipos (con Jens Lehmann, Guido Fulst y Sebastian Siedler)

2003
- Campeón de Alemania en Persecución

## Resultados en Grandes Vueltas
| Carrera | Carrera         | 2001 | 2002  | 2003  | 2004 | 2005  | 2006 | 2007 |
| ------- | --------------- | ---- | ----- | ----- | ---- | ----- | ---- | ---- |
|         | Giro de Italia  | —    | —     | —     | —    | —     | —    | —    |
|         | Tour de Francia | —    | —     | 145.º | Ab.  | 152.º | —    | —    |
|         | Vuelta a España | —    | 124.º | —     | —    | —     | Ab.  | —    |

—: no participa
Ab.: abandono

## Clasificaciones mundiales

### En ruta
| Año               | 2000  | 2001  | 2002 | 2003 | 2004  | 2005 | 2006 | 2007 | 2008 |
| Clasificación UCI | 1515º | 1367º | 775º | 737º | 1124º |      |      |      |      |
| UCI ProTour       |       |       |      |      |       | NC   | NC   |      |      |
| Europe Tour       |       |       |      |      |       |      |      | NC   | NC   |